# Teologia mistica
La Teologia mistica è una branca della teologia, soprattutto cristiana, che si concentra sulle esperienze o gli stati dell'anima di natura mistica, e non possono essere prodotte da volontà umana.

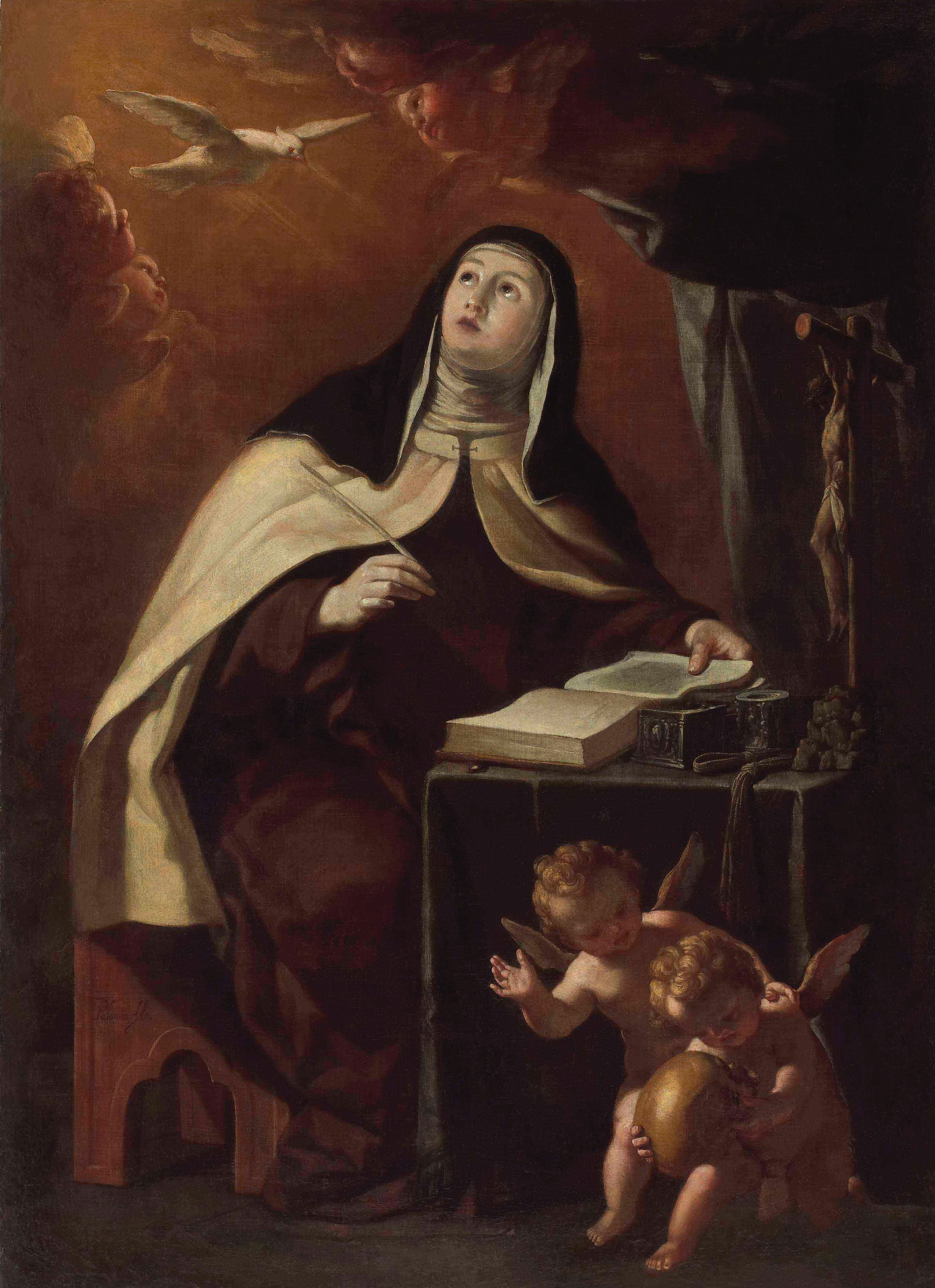
Santa Teresa di Gesù mette per iscritto la sua dottrina mistico-spirituale, ispirata da visioni divine (dipinto di Antonio Palomino, XVIII sec.)

## Tradizione Cattolica
Nella dottrina del Cattolicesimo romano tali stati non avvengono che con l'ausilio ordinario della grazia divina. Teologia mistica, quindi, comprende tra i suoi discepoli tutte le forme straordinarie di preghiera, le forme più alte di contemplazione in tutte le loro varietà o gradazioni, rivelazioni private, visioni, e l'unione crescente di questi tra la Trinità di Dio e l'anima, conosciuta come l'unione mistica.

## Maggiori contributori
Per quanto riguarda la storia o lo sviluppo del misticismo, è difficile registrare una storia delle esperienze dell'anima umana. Il massimo che si può fare è di seguire la letteratura, consapevoli che le più straordinarie esperienze mistiche sfidano l'espressione nel linguaggio umano, e che Dio, l'autore di stati mistici, agisce sulle anime quando e come vuole, in modo che non ci può essere alcun dubbio di ciò che potremmo considerare uno sviluppo logico o cronologico del misticismo come una scienza. Ancora, è possibile rivedere ciò che scrittori mistici hanno detto in certi periodi, e soprattutto quello che la Santa carmelitana, Teresa d'Avila, ha fatto per trattare i fenomeni mistici del tempo come una scienza.
De Theologia Mystica è un trattato di Pseudo-Dionigi l'Areopagita, il mistico e teologo del V secolo, in cui egli discute la trascendente natura di Dio a partire dal suo negativo. Gli scritti dello Pseudo Dionigi-Areopagita non raggiunsero l'Occidente fino all'anno 824 circa, quando furono inviati a Ludovico il Pio da Michele II l'Amoriano, imperatore di Costantinopoli: l'opera fu tradotta in latino da Giovanni Scoto Eriugena (c. 815 - c. 877).